# 阿爾科拉演習
阿爾科拉演習（葡萄牙語：Exercício Alcora）或簡稱阿爾科拉是南非、葡萄牙與羅德西亞於1970年至1974年間組成的秘密軍事同盟。阿爾科拉（Alcora）是葡萄牙文「Aliança Contra as Rebeliões em Africa"」的簡寫，意為「對抗非洲叛亂的聯盟」。
阿爾科拉演習的官方目的在調查出流程與方法，讓三國間能協調努力來面對其在南部非洲領土的共同威脅。直接的目標是對抗非洲的革命運動，特別是打擊葡萄牙安哥拉及莫三比克殖民地中的游擊隊，以限縮這些運動對西南非及羅德西亞的外溢影響，並準備在葡萄牙、南非與羅德西亞三國領土內應對非洲鄰國敵對政府派出正規軍的入侵。
葡、南、羅三國指揮部自1960年代中期便有非正式軍事合作，而阿爾科拉是其正式化的結果。阿爾科拉係保密同盟，對外都稱呼為「演習（exercise）」而非同盟或條約，其原因乃來自葡萄牙政府的壓力，後者出於國內外政治因素，擔憂會與南非種族隔離政權與羅德西亞少數民族政權扯上關係，這與葡萄牙官方在安哥拉和莫三比克實施的種族平等政策相違背。
葡、南、羅三國透過阿爾科拉演習，一同在安哥拉獨立戰爭、莫三比克獨立戰爭、南非邊境戰爭及羅德西亞叢林戰爭等衝突中一同作戰。
1974年4月25日，葡萄牙發生康乃馨革命，阿爾科拉隨之瓦解，而安哥拉和莫三比克不久後也獲獨立。